# Drangajökull
Der Drangajökull (isländisch für „Felsengletscher“) ist der nördlichste große Gletscher Islands.
Er liegt im Nordwesten der Vestfirðir südöstlich der Halbinsel Hornstrandir und erstreckt sich über etwa 160 bis 200 km² bis zu einer Höhe von 925 m.
Weitere bekannte Gipfel auf dem Gletscher sind Hljóðabunga (825 m), Reyðarbunga und Hrolleifsborg (851 m). Einige Bergspitzen ragen als Nunataks aus dem Gletschereis heraus.
Diverse Talgletscher gehen vom Drangajökull aus, am bekanntesten ist die Gletscherzunge, die fast bis in die 5 km lange Kaldalón-Bucht hinabreicht. Von dort aus kann man zur Gletscherzunge wandern.
Die größten Gletscherzungen des Drangjökulls sind benannt nach den Fjorden, in deren Richtung sie fließen: Þaralátursfjarðarjökull, Reykjafjarðarjökull, Kaldalónsjökull, Leirufjarðarjökull  und Bjarnarfjarðarjökull.
Die Schneegrenze liegt im Nordwesten am niedrigsten bei 700 m.
Auch unter dem Drangajökull liegen vulkanische Berge. Doch die Vestfirðir gelten als ältester Teil Islands und sind nicht mehr vulkanisch aktiv.
Man sieht den Gletscher schon von weitem über den großen Fjord Ísafjarðardjúp hinweg, besonders gut von der im Fjord gelegenen Insel Vigur. Die Schneefelder im Bezirk Snæfjallaströnd sind Reste des Gletschers, der in früheren Zeiten viel größer war.
Bis um die Jahrhundertwende zum 20. Jahrhundert war die Gegend reich besiedelt und es führten mehrere Wege über den Gletscher. Auf ihnen transportierte man u. a. das Treibholz nach Süden, das reichlich an den Nordküsten Islands zu finden war und in früheren Zeiten eine wichtige Zusatzeinnahmequelle der Bauern bildete.